# Kayanuma Yusei
Yusei Kayanuma (萱沼 優聖 Kayanuma Yūsei, sinh ngày 6 tháng 8 năm 1993) là một cầu thủ bóng đá người Nhật Bản, thi đấu cho Kagoshima United FC ở vị trí tiền đạo.

## Sự nghiệp
Kayanuma được chọn làm cầu thủ chỉ định đặc biệt vào tháng 7 năm 2015, nhưng vào tháng 1 năm 2016 anh ký bản hợp đồng chuyên nghiệp với Kataller Toyama.

## Thống kê câu lạc bộ
Cập nhật đến ngày 14 tháng 8 năm 2016.
| Thành tích câu lạc bộ | Thành tích câu lạc bộ | Thành tích câu lạc bộ | Giải vô địch | Giải vô địch | Cúp                   | Cúp                   | Tổng cộng | Tổng cộng |
| Mùa giải              | Câu lạc bộ            | Giải vô địch          | Số trận      | Bàn thắng    | Số trận               | Bàn thắng             | Số trận   | Bàn thắng |
| Nhật Bản              | Nhật Bản              | Nhật Bản              | Giải vô địch | Giải vô địch | Cúp Hoàng đế Nhật Bản | Cúp Hoàng đế Nhật Bản | Tổng cộng | Tổng cộng |
| --------------------- | --------------------- | --------------------- | ------------ | ------------ | --------------------- | --------------------- | --------- | --------- |
| 2015                  | Kataller Toyama       | J3 League             | 6            | 1            | –                     | –                     | 6         | 1         |
| 2016                  | Kataller Toyama       | J3 League             | 19           | 7            | –                     | –                     | 19        | 7         |
| Tổng                  | Tổng                  | Tổng                  | 25           | 8            | –                     | –                     | 25        | 8         |